# 卢恩费尔德
卢恩费尔德是奥地利克恩顿州德劳河畔施皮塔尔县的一个市镇。总面积33.02平方公里，总人口2738人，人口密度82.9人/平方公里（2005年）。